# Футбол на летних Олимпийских играх 2024 (мужчины)
Мужской футбольный турнир на XXXIII летних Олимпийских играх проходил с 24 июля по 9 августа 2024 года. Это был 28-й по счёту розыгрыш олимпийского футбольного состязания. Турнир проходил на семи стадионах в семи городах Франции. Финальный матч принимал стадион «Парк-де-Пренс» в Париже. Всего в турнире приняло участие 16 олимпийских сборных, которые были разбиты на 4 группы. Составы команд ― участниц футбольного турнира были ограничены игроками, родившимися 1 января 2001 года или позднее этой даты, при этом к участию допущены не более трёх игроков старше 23 лет (всего могут быть заявлены 18 игроков плюс ещё 4 игрока из резервного списка для подмены в случае, если кто-нибудь из футболистов основного состава получит травму).
Во второй раз в своей истории золотые медали взяла сборная Испании, обыгравшая в финале хозяйку олимпиады, сборную Франции, завоевавшую серебро. Бронзовые медали выиграла сборная Марокко, победившая в матче за 3-е место команду Египта.
Олимпиада 2024

## Расписание турнира
Расписание турнира было опубликовано оргкомитетом соревнований ФИФА 28 июля 2022 года.

## Квалификация
Помимо сборной принимающей страны, 15 мужских сборных квалифицировались из шести отдельных конфедераций. Оргкомитет соревнований ФИФА утвердил распределение квот на своём заседании 24 февраля 2022 года.
| Метод квалификации                                       | Период                       | Место проведения   | Число квот | Квалифицировавшиеся сборные |
| -------------------------------------------------------- | ---------------------------- | ------------------ | ---------- | --------------------------- |
| Принимающая страна                                       | —                            | —                  | 1          | Франция                     |
| Чемпионат КОНКАКАФ среди молодёжных команд 2022          | 18 июня — 3 июля 2022        | Гондурас           | 2          | США                         |
| Чемпионат КОНКАКАФ среди молодёжных команд 2022          | 18 июня — 3 июля 2022        | Гондурас           | 2          | Доминиканская Республика    |
| Чемпионат Европы по футболу среди молодёжных команд 2023 | 21 июня — 8 июля 2023        | Грузия и · Румыния | 3          | Испания                     |
| Чемпионат Европы по футболу среди молодёжных команд 2023 | 21 июня — 8 июля 2023        | Грузия и · Румыния | 3          | Израиль                     |
| Чемпионат Европы по футболу среди молодёжных команд 2023 | 21 июня — 8 июля 2023        | Грузия и · Румыния | 3          | Украина                     |
| Кубок африканских наций 2023 (до 23 лет)                 | 24 июня — 8 июля 2023        | Марокко            | 3          | Марокко                     |
| Кубок африканских наций 2023 (до 23 лет)                 | 24 июня — 8 июля 2023        | Марокко            | 3          | Египет                      |
| Кубок африканских наций 2023 (до 23 лет)                 | 24 июня — 8 июля 2023        | Марокко            | 3          | Мали                        |
| Олимпийский отборочный турнир ОФК 2023                   | 27 августа — 9 сентября 2023 | Новая Зеландия     | 1          | Новая Зеландия              |
| Предолимпийский турнир КОНМЕБОЛ 2024                     | 20 января — 11 февраля 2024  | Венесуэла          | 2          | Парагвай                    |
| Предолимпийский турнир КОНМЕБОЛ 2024                     | 20 января — 11 февраля 2024  | Венесуэла          | 2          | Аргентина                   |
| Кубок Азии по футболу 2024 (до 23 лет)                   | 15 апреля — 3 мая 2024       | Катар              | 3          | Япония                      |
| Кубок Азии по футболу 2024 (до 23 лет)                   | 15 апреля — 3 мая 2024       | Катар              | 3          | Узбекистан                  |
| Кубок Азии по футболу 2024 (до 23 лет)                   | 15 апреля — 3 мая 2024       | Катар              | 3          | Ирак                        |
| Межконтинентальный плей-офф АФК — КАФ                    | 9 мая 2024                   | Франция            | 1          | Гвинея                      |

## Стадионы
| Марсель                                                | Десин-Шарпьё (Лионская метрополия)                     | Париж               |
| ------------------------------------------------------ | ------------------------------------------------------ | ------------------- |
| Оранж Велодром                                         | Парк Олимпик Лионне                                    | Парк де Пренс       |
| Вместимость: 67 394                                    | Вместимость: 59 186                                    | Вместимость: 47 929 |
|                                                        |                                                        |                     |
| Марсель Десин-Шарпьё Париж Бордо Сент-Этьен Ницца Нант | Марсель Десин-Шарпьё Париж Бордо Сент-Этьен Ницца Нант | Бордо               |
| Марсель Десин-Шарпьё Париж Бордо Сент-Этьен Ницца Нант | Марсель Десин-Шарпьё Париж Бордо Сент-Этьен Ницца Нант | Матмют Атлантик     |
| Марсель Десин-Шарпьё Париж Бордо Сент-Этьен Ницца Нант | Марсель Десин-Шарпьё Париж Бордо Сент-Этьен Ницца Нант | Вместимость: 42 115 |
| Марсель Десин-Шарпьё Париж Бордо Сент-Этьен Ницца Нант | Марсель Десин-Шарпьё Париж Бордо Сент-Этьен Ницца Нант |                     |
| Сент-Этьен                                             | Ницца                                                  | Нант                |
| Жоффруа Гишар                                          | Альянц Ривьера                                         | Божуар              |
| Вместимость: 41 965                                    | Вместимость: 36 178                                    | Вместимость: 35 322 |
|                                                        |                                                        |                     |

## Составы
Каждая сборная, получившая право на участие в турнире, должна была заявить 18 игроков (двое из них — вратари), как минимум 15 из которых родились 1 января 2001 года или позднее этой даты, тем самым допускается включить в итоговую заявку не более трёх игроков старше 23 лет. Также сборные могут заявить ещё четверых игроков моложе возрастного ценза для подмены в случае, если кто-либо из футболистов получит травму во время проведения турнира.

## Судьи
3 апреля 2024 года ФИФА опубликовала список судей, которые будут обслуживать матчи по ходу турнира.
| АФК Адель аль-Накби Ильгиз Танташев КАФ Дахане Бейда Махмуд Али Исмаил | КОНКАКАФ Саид Мартинес Дрю Фишер КОНМЕБОЛ Яэль Фалькон Рамон Абатти | ОФК Кэмпбелл-Кирк Кавана-Во УЕФА Эспен Эскос Франсуа Летексье Гленн Нюберг |

## Жеребьёвка и посев команд
Жеребьёвка турнира состоялась 20 марта 2024 года в Сен-Дени, Франция. Предварительно все команды были разбиты на четыре корзины. Команды из одной конфедерации не могли по результатам жеребьёвки оказаться в одной группе. Сборная Франции, будучи представителем принимающей страны, автоматически попала в группу A под номером 1.
| Корзина 1          |
| ------------------ |
| Франция            |
| Япония (АФК 1)     |
| Узбекистан (АФК 2) |
| Аргентина          |

| Корзина 2      |
| -------------- |
| Испания        |
| Новая Зеландия |
| Парагвай       |
| Марокко        |

| Корзина 3    |
| ------------ |
| США          |
| Египет       |
| Ирак (АФК 3) |
| Мали         |

| Корзина 4                |
| ------------------------ |
| Доминиканская Республика |
| Израиль                  |
| Украина                  |
| Гвинея (ПО)              |

## Групповой этап

### Группа A
| Поз | Команда        | И | В | Н | П | МЗ | МП | РМ | О | Квалификация     |
| --- | -------------- | - | - | - | - | -- | -- | -- | - | ---------------- |
| 1   | Франция (Х)    | 3 | 3 | 0 | 0 | 7  | 0  | +7 | 9 | Выход в плей-офф |
| 2   | США            | 3 | 2 | 0 | 1 | 7  | 4  | +3 | 6 | Выход в плей-офф |
| 3   | Новая Зеландия | 3 | 1 | 0 | 2 | 3  | 8  | −5 | 3 |                  |
| 4   | Гвинея         | 3 | 0 | 0 | 3 | 1  | 6  | −5 | 0 |                  |

| Гвинея      | 1:2     | Новая Зеландия         |
| ----------- | ------- | ---------------------- |
| Диавара 72′ | (отчёт) | Гарбетт 25′ · Уэйн 76′ |

| Франция                             | 3:0     | США |
| ----------------------------------- | ------- | --- |
| Ляказетт 61′ · Олисе 69′ · Баде 85′ | (отчёт) |     |

| Новая Зеландия | 1:4     | США                                                            |
| -------------- | ------- | -------------------------------------------------------------- |
| Рэндалл 78′    | (отчёт) | Михайлович 8′ (пен.) · Циммерман 12′ · Бузио 30′ · Эронсон 58′ |

| Франция       | 1:0     | Гвинея |
| ------------- | ------- | ------ |
| Сильдилья 75′ | (отчёт) |        |

| Новая Зеландия | 0:3     | Франция                               |
| -------------- | ------- | ------------------------------------- |
|                | (отчёт) | Матета 19′ · Дуэ 71′ · Калимуэндо 74′ |

| США                               | 3:0     | Гвинея |
| --------------------------------- | ------- | ------ |
| Михайлович 14′ · Паредес 31′, 75′ | (отчёт) |        |

### Группа B
| Поз | Команда   | И | В | Н | П | МЗ | МП | РМ | О | Квалификация     |
| --- | --------- | - | - | - | - | -- | -- | -- | - | ---------------- |
| 1   | Марокко   | 3 | 2 | 0 | 1 | 6  | 3  | +3 | 6 | Выход в плей-офф |
| 2   | Аргентина | 3 | 2 | 0 | 1 | 6  | 3  | +3 | 6 | Выход в плей-офф |
| 3   | Украина   | 3 | 1 | 0 | 2 | 3  | 5  | −2 | 3 |                  |
| 4   | Ирак      | 3 | 1 | 0 | 2 | 3  | 7  | −4 | 3 |                  |

| Аргентина   | 1:2     | Марокко                 |
| ----------- | ------- | ----------------------- |
| Симеоне 68′ | (отчёт) | Рахими 45+2′ 51′ (пен.) |

| Ирак                         | 2:1     | Украина        |
| ---------------------------- | ------- | -------------- |
| Хусейн 57′ (пен.) · Ясим 75′ | (отчёт) | Рубчинский 53′ |

| Аргентина                               | 3:1     | Ирак         |
| --------------------------------------- | ------- | ------------ |
| Альмада 14′ · Гонду 62′ · Фернандес 85′ | (отчёт) | Хусейн 45+5′ |

| Украина                        | 2:1     | Марокко           |
| ------------------------------ | ------- | ----------------- |
| Крыськив 22′ · Краснопир 90+8′ | (отчёт) | Рахими 64′ (пен.) |

| Украина | 0:2     | Аргентина                    |
| ------- | ------- | ---------------------------- |
|         | (отчёт) | Альмада 47′ · Эчеверри 90+1′ |

| Марокко                                    | 3:0     | Ирак |
| ------------------------------------------ | ------- | ---- |
| Ричардсон 19′ · Рахими 28′ · Эззалзули 36′ | (отчёт) |      |

### Группа C
| Поз | Команда                  | И | В | Н | П | МЗ | МП | РМ | О | Квалификация     |
| --- | ------------------------ | - | - | - | - | -- | -- | -- | - | ---------------- |
| 1   | Египет                   | 3 | 2 | 1 | 0 | 3  | 1  | +2 | 7 | Выход в плей-офф |
| 2   | Испания                  | 3 | 2 | 0 | 1 | 6  | 4  | +2 | 6 | Выход в плей-офф |
| 3   | Доминиканская Республика | 3 | 0 | 2 | 1 | 2  | 4  | −2 | 2 |                  |
| 4   | Узбекистан               | 3 | 0 | 1 | 2 | 2  | 4  | −2 | 1 |                  |

| Узбекистан             | 1:2     | Испания                       |
| ---------------------- | ------- | ----------------------------- |
| Шомуродов 45+3′ (пен.) | (отчёт) | Пубиль 28′ · Гомес Мартин 62′ |

| Египет | 0:0     | Доминиканская Республика |
| ------ | ------- | ------------------------ |
|        | (отчёт) |                          |

| Доминиканская Республика | 1:3     | Испания                               |
| ------------------------ | ------- | ------------------------------------- |
| Монтес де Ока 38′        | (отчёт) | Лопес 24′ · Баэна 55′ · Гутьеррес 70′ |

| Узбекистан | 0:1     | Египет   |
| ---------- | ------- | -------- |
|            | (отчёт) | Кока 11′ |

| Доминиканская Республика | 1:1     | Узбекистан |
| ------------------------ | ------- | ---------- |
| Нуньес 51′ (пен.)        | (отчёт) | Одилов 58′ |

| Испания       | 1:2     | Египет         |
| ------------- | ------- | -------------- |
| Омородион 90′ | (отчёт) | Адель 40′, 62′ |

### Группа D
| Поз | Команда  | И | В | Н | П | МЗ | МП | РМ | О | Квалификация     |
| --- | -------- | - | - | - | - | -- | -- | -- | - | ---------------- |
| 1   | Япония   | 3 | 3 | 0 | 0 | 7  | 0  | +7 | 9 | Выход в плей-офф |
| 2   | Парагвай | 3 | 2 | 0 | 1 | 5  | 7  | −2 | 6 | Выход в плей-офф |
| 3   | Мали     | 3 | 0 | 1 | 2 | 1  | 3  | −2 | 1 |                  |
| 4   | Израиль  | 3 | 0 | 1 | 2 | 3  | 6  | −3 | 1 |                  |

| Япония                                        | 5:0     | Парагвай |
| --------------------------------------------- | ------- | -------- |
| Мито 18′, 63′ · Ямамото 69′ · Фудзио 81′, 87′ | (отчёт) |          |

| Мали       | 1:1     | Израиль           |
| ---------- | ------- | ----------------- |
| Думбия 63′ | (отчёт) | Диалло 56′ (авт.) |

| Израиль                   | 2:4     | Парагвай                                           |
| ------------------------- | ------- | -------------------------------------------------- |
| Гандельман 53′ · Глух 80′ | (отчёт) | Фернандес 25′ 90+6′ · Энсисо 69′ · Бальбуэна 90+3′ |

| Япония      | 1:0     | Мали |
| ----------- | ------- | ---- |
| Ямамото 82′ | (отчёт) |      |

| Израиль | 0:1     | Япония      |
| ------- | ------- | ----------- |
|         | (отчёт) | Хосоя 90+1′ |

| Парагвай     | 1:0     | Мали |
| ------------ | ------- | ---- |
| Фернандес 5′ | (отчёт) |      |

## Плей-офф

### Сетка
|  | Четвертьфиналы      | Четвертьфиналы      |                    |       | Полуфиналы        | Полуфиналы        |  |  | Финал | Финал |
|  |                     |                     |                    |       |                   |                   |  |  |       |       |
|  | 2 августа — Бордо   |                     |                    |       |                   |                   |  |  |       |       |
|  |                     |                     |                    |       |                   |                   |  |  |       |       |
|  | Франция             | 1                   |                    |       |                   |                   |  |  |       |       |
|  | Франция             | 1                   | 5 августа — Лион   |       |                   |                   |  |  |       |       |
|  | Аргентина           | 0                   |                    |       |                   |                   |  |  |       |       |
|  | Аргентина           | 0                   | Франция (доп. вр.) | 3     |                   |                   |  |  |       |       |
|  | 2 августа — Марсель |                     | Франция (доп. вр.) | 3     |                   |                   |  |  |       |       |
|  |                     | Египет              | 1                  |       |                   |                   |  |  |       |       |
|  | Египет (пен.)       | Египет              | 1                  | 1 (5) |                   |                   |  |  |       |       |
|  | Египет (пен.)       |                     | 9 августа — Париж  | 1 (5) |                   |                   |  |  |       |       |
|  | Парагвай            | 1 (4)               |                    |       |                   |                   |  |  |       |       |
|  | Парагвай            | 1 (4)               | Франция            | 3     |                   |                   |  |  |       |       |
|  | 2 августа — Париж   |                     | Франция            | 3     |                   |                   |  |  |       |       |
|  |                     | Испания (доп. вр.)  | 5                  |       |                   |                   |  |  |       |       |
|  | Марокко             | Испания (доп. вр.)  | 5                  | 4     |                   |                   |  |  |       |       |
|  | Марокко             | 5 августа — Марсель |                    | 4     |                   |                   |  |  |       |       |
|  | США                 | 0                   |                    |       |                   |                   |  |  |       |       |
|  | США                 | 0                   | Марокко            | 1     |                   |                   |  |  |       |       |
|  | 2 августа — Лион    |                     | Марокко            | 1     |                   |                   |  |  |       |       |
|  |                     | Испания             | 2                  |       | Матч за 3-е место | Матч за 3-е место |  |  |       |       |
|  | Япония              | Испания             | 2                  | 0     | Матч за 3-е место | Матч за 3-е место |  |  |       |       |
|  | Япония              |                     | 8 августа — Нант   | 0     |                   |                   |  |  |       |       |
|  | Испания             | 3                   |                    |       |                   |                   |  |  |       |       |
|  | Испания             | 3                   | Египет             | 0     |                   |                   |  |  |       |       |
|  |                     |                     |                    |       |                   |                   |  |  |       |       |
|  | Марокко             | 6                   |                    |       |                   |                   |  |  |       |       |
|  | Марокко             | 6                   |                    |       |                   |                   |  |  |       |       |

### Четвертьфиналы
| Марокко                                                           | 4:0     | США |
| ----------------------------------------------------------------- | ------- | --- |
| Рахими 29′ (пен.) · Ахомаш 63′ · Хакими 70′ · Маухуб 90+1′ (пен.) | (отчёт) |     |

| Япония | 0:3     | Испания                   |
| ------ | ------- | ------------------------- |
|        | (отчёт) | Лопес 11′, 73′ · Руис 86′ |

| Египет                                                               | 1:1 (доп. вр.) | Парагвай                                         |
| -------------------------------------------------------------------- | -------------- | ------------------------------------------------ |
| Адель 88′                                                            | (отчёт)        | Гомес 71′                                        |
| Пенальти                                                             |                |                                                  |
| - Ахмед Кока · Мохаммед эль-Ненни · Эль Дебес · Абдельмагуид · Адель | 5:4            | - Д.Гомес · Перес · Виера · М. Гомес · Бальбуэна |

| Франция   | 1:0     | Аргентина |
| --------- | ------- | --------- |
| Матета 5′ | (отчёт) |           |

### Полуфиналы
| Марокко           | 1:2     | Испания                |
| ----------------- | ------- | ---------------------- |
| Рахими 37′ (пен.) | (отчёт) | Лопес 65′ · Санчес 86′ |

| Франция                      | 3:1 (доп. вр.) | Египет           |
| ---------------------------- | -------------- | ---------------- |
| Матета 83′, 99′ · Олисе 108′ | (отчёт)        | Махмуд Сабер 62′ |

### Матч за 3-е место
| Египет | 0:6     | Марокко                                                                   |
| ------ | ------- | ------------------------------------------------------------------------- |
|        | (отчёт) | Эззалзули 23′ · Рахими 26′, 64′ · Эль-Ханнус 51′ · Накаш 73′ · Хакими 87′ |

### Финал
| Франция                              | 3:5 (доп. вр.) | Испания                                              |
| ------------------------------------ | -------------- | ---------------------------------------------------- |
| Мийо 11′ · Аклиуш 79′ · Матета 90+3′ | (отчёт)        | Ф. Лопес 18′, 25′ · Баэна 28′ · Камельо 100′, 120+1′ |